# Crocino

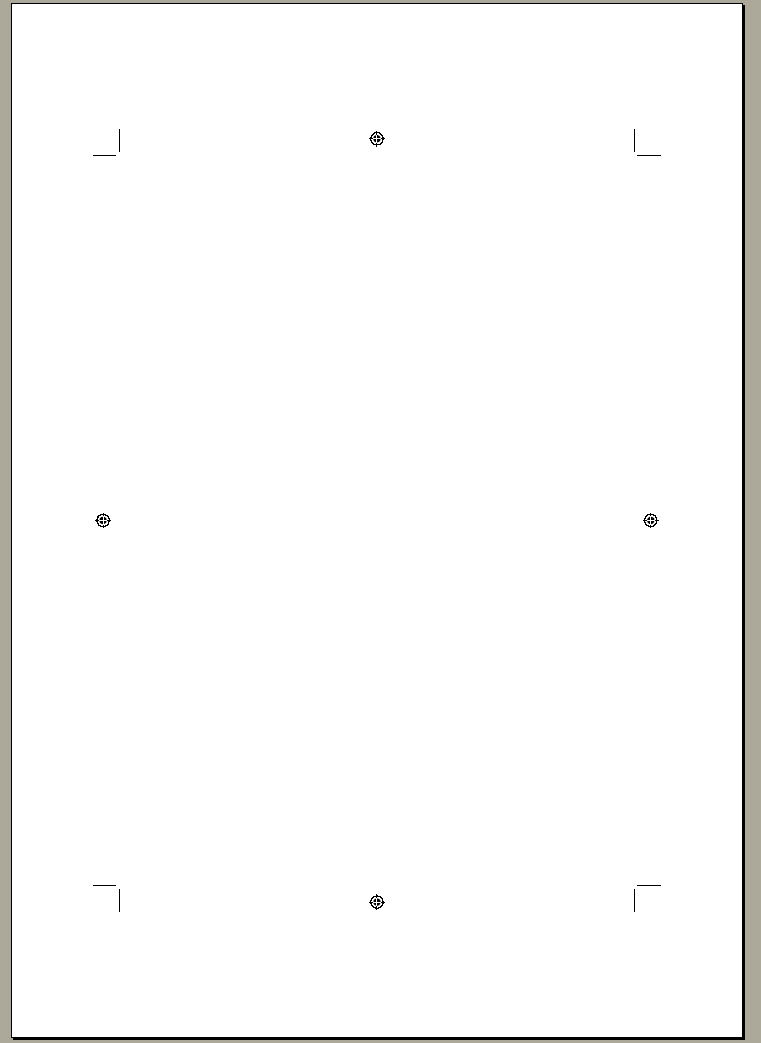
Esempio di documento con i crocini

Nella stampa tipografica, il crocino è un segno convenzionale che viene inserito nei progetti editoriali (manualmente secondo degli standard tipografici o in automatico dai software specifici per l'impaginazione) e, quindi, riportato sulle pellicole di stampa (nel caso della stampa tradizionale) allo scopo di indicare il corretto allineamento dei contenuti e di guidare il taglio della carta. Nel dettaglio, nel primo caso è definito crocino di registro, mentre nel secondo caso crocino di taglio.

## Crocini di registro

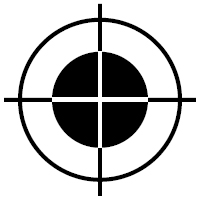
Crocino di registro.

Il crocino di registro è un simbolo di stampa, generalmente a forma di croce sovrapposta e centrata in un cerchio. Viene inserito nelle pellicole di stampa allo scopo di permetterne il corretto allineamento, in quanto la stampa a colori richiede la perfetta sovrapposizione dei quattro negativi (uno per ciascun colore di stampa) che compongono un'immagine. Secondo una convenzione standard, il crocino viene posizionato al centro dei quattro lati del documento a una distanza di circa 7-9 mm. Molti software di impaginazione (per esempio, Adobe InDesign o QuarkXPress) possono inserire questi crocini automaticamente.

## Crocini di taglio

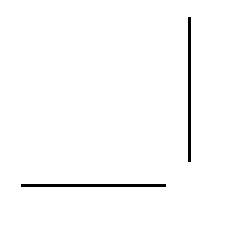
Crocino di taglio.

Il crocino di taglio è un simbolo di stampa, generalmente rappresentato da due linee rette in posizione a formare un angolo di 90º. Viene inserito nelle pellicole di stampa allo scopo di indicare il punto esatto in cui eseguire il taglio della carta. Secondo una convenzione standard, il crocino viene posizionato ai quattro angoli del documento, in modo da definire i quattro lati da tagliare, e a una distanza di circa 2–3 mm. Molti software di impaginazione (per esempio Adobe InDesign e QuarkXPress) possono inserire questi crocini automaticamente.

## Fase di stampa
Durante la fase di stampa, sia la stampante tipografica, sia la macchina di taglio, sono in grado di riconoscere automaticamente la presenza dei crocini attraverso un semplice sistema di riconoscimento ottico. Le strumentazioni meno sofisticate hanno, invece, un laser: un tecnico posizionerà manualmente la pellicola di stampa o la plancia stampata in modo che i crocini siano in corrispondenza del laser.
Oggi, con l'avvento della stampa in digitale, i crocini di registro sono diventati obsoleti e sostituiti da un simbolo non standard per la verifica della corretta sovrapposizione dei colori. Rimangono, invece, i crocini di taglio.